# Cintray (Eure)
Pour les articles homonymes, voir Cintray.
Pour l’article ayant un titre homophone, voir Cintrey.
Cintray est une ancienne commune française, située dans le département de l'Eure en région Normandie, devenue le 1er janvier 2016 une commune déléguée au sein de la commune nouvelle de Breteuil.

## Toponymie
Le nom de la localité est attesté sous la forme Cinctraii en 1136 ou 1137,

## Politique et administration
| Période                                  | Période          | Identité    | Étiquette | Qualité  |
| ---------------------------------------- | ---------------- | ----------- | --------- | -------- |
| Les données manquantes sont à compléter. |                  |             |           |          |
| avant 1988                               | 31 décembre 2015 | Jean Bouché | PS        | Retraité |

| Période                                  | Période  | Identité      | Étiquette | Qualité |
| ---------------------------------------- | -------- | ------------- | --------- | ------- |
|                                          | En cours | Nathalie Noël |           |         |
| Les données manquantes sont à compléter. |          |               |           |         |

## Démographie
L'évolution du nombre d'habitants est connue à travers les recensements de la population effectués dans la commune depuis 1793. À partir du 1er janvier 2009, les populations légales des communes sont publiées annuellement dans le cadre d'un recensement qui repose désormais sur une collecte d'information annuelle, concernant successivement tous les territoires communaux au cours d'une période de cinq ans. 
Pour les communes de moins de 10 000 habitants, une enquête de recensement portant sur toute la population est réalisée tous les cinq ans, les populations légales des années intermédiaires étant quant à elles estimées par interpolation ou extrapolation. Pour la commune, le premier recensement exhaustif entrant dans le cadre du nouveau dispositif a été réalisé en 2007,.
En 2013, la commune comptait 467 habitants, en évolution de +14,46 % par rapport à 2008 (Eure : +2,66 %, France hors Mayotte : +2,49 %).
| 1793 | 1800 | 1806 | 1821 | 1831 | 1836 | 1841 | 1846 | 1851 |
| ---- | ---- | ---- | ---- | ---- | ---- | ---- | ---- | ---- |
| 661  | 639  | 661  | 620  | 618  | 591  | 583  | 556  | 558  |

| 1856 | 1861 | 1866 | 1872 | 1876 | 1881 | 1886 | 1891 | 1896 |
| ---- | ---- | ---- | ---- | ---- | ---- | ---- | ---- | ---- |
| 567  | 427  | 512  | 487  | 461  | 511  | 426  | 397  | 390  |

| 1901 | 1906 | 1911 | 1921 | 1926 | 1931 | 1936 | 1946 | 1954 |
| ---- | ---- | ---- | ---- | ---- | ---- | ---- | ---- | ---- |
| 372  | 347  | 369  | 333  | 387  | 323  | 298  | 332  | 310  |

| 1962 | 1968 | 1975 | 1982 | 1990 | 1999 | 2007 | 2012 | 2013 |
| ---- | ---- | ---- | ---- | ---- | ---- | ---- | ---- | ---- |
| 352  | 319  | 277  | 294  | 375  | 361  | 403  | 463  | 467  |

## Culture locale et patrimoine

### Lieux et monuments
- La flèche de l'église Saint-Martin est classée monument historique  Classé MH (1920) [7].
- La Pointelière

### Personnalités liées à la commune
- Jean-Louis Lepouzé (1821-1882), homme politique né à Cintray, maire d'Evreux, député de l'Eure puis sénateur.